# Klaus Tober
Klaus Tober (* 30. April 1950 in Parchim; † 20. Februar 1994 in Berlin) war ein deutscher Maler und Grafiker.

## Leben
Auf Empfehlung seines Kunstlehrers nahm Klaus Tober im Alter von 16 Jahren mit dem Linolschnitt Frühjahrsbestellung an einem internationalen Zeichenwettbewerb in Neu-Delhi teil und erhielt die Nehru-Goldmedaille. 1969 begann er ein Studium der Kunsterziehung an der Humboldt-Universität zu Berlin, das er 1973 erfolgreich abschloss. Anschließend arbeitete er bis 1975 als Lehrer in Reinsberg bei Jüterbog.
Von 1974 bis 1977 absolvierte er ein Abendstudium an der Kunsthochschule Berlin-Weißensee, danach studierte er dort extern bis 1979 Malerei unter anderem bei Hans Vent und Günther Brendel. Von 1975 bis 1977 war Klaus Tober Mitarbeiter für Kunstausstellungen im Verband Bildender Künstler der DDR. Ab 1977 war er freiberuflich als Maler und Grafiker tätig.
Bereits 1992 schwer erkrankt starb Klaus Tober im Alter von 43 Jahren.
Sein Gesamtwerk umfasst ein breites Spektrum wie Ölmalerei, Grafik, Collagen und auch Fotografie. Stets war er auf der Suche nach neuen künstlerischen Ausdrucksmöglichkeiten. Ende der 1980er Jahre entwickelte er eine Technik, die es ihm ermöglichte, sowohl spielerisch-experimentell als auch zielgerichtet zu arbeiten. Auf farbigen Gründen klebte er Seidenpapier, übermalte diese, rieb sie mit feuchten Schwämmen ab, bis bizarre Strukturen entstanden. Bei den Öl- und Grafikarbeiten lassen Licht- und Schatteneffekte seine Figuren besonders intensiv und tiefsinnig erscheinen.

## Werke (Auswahl)
- 1988/89 Zwischen Warten und Aufbruch (Seidenpapier gerissen, verklebt, auf Hartfaser)
- 1991 Weggefährten II – Die Welle (Öl, Trilogie)
- 1992 Mauerköpfe 1–8 (Mischtechnik auf Papier)

Seine Arbeiten befinden sich im Besitz des Schering Kunstvereins, der Allianz, der Sozialen Künstlerförderung Berlin, des Kunstarchivs Beeskow und zahlreicher privater Sammler. 2009 übergab die Witwe des Malers den künstlerischen Nachlass an die Kunstverwaltung des Bundes im Bundesamt für zentrale Dienste und offene Vermögensfragen.

## Ausstellungen (Auswahl)
Einzelausstellungen
- 1976 Studio Bildende Kunst, Berlin-Lichtenberg
- 1990 Galerie Inselstraße 13, Berlin
- 1993 Allianz-Foyer, Berlin
- 1995 Schering Kunstverein, Berlin
- 1996 Humboldt-Universität zu Berlin, Kommode
- 1999 Galerie Forum Seestraße, Berlin
- 2007 Kolonie Wedding, Berlin-Gesundbrunnen
- 2012 Bundesministerium der Finanzen, Berlin: Mauerköpfe
- 2024 Galerie Helle Panke: Draußen vor der Tür. Zum 30. Todestag des Malers und Grafikers Klaus Tober[1]

Ausstellungsbeteiligungen
- 1978 Bezirkskunstausstellung am Fernsehturm, Berlin
- 1980 Ausstellungen des Volkskunstmuseums Leipzig in Havanna und Wien
- 1991 Obere Galerie im Haus am Lützowplatz, Berlin
- 1991 und 1992 Freie Berliner Kunstausstellung
- 1993 Erste Werkschau Malerei und Skulptur der Sozialen Künstlerförderung Berlin